# Unió Esportiva Engordany
Maillots
Actualités
L'UE Engordany est un club andorran de football basé à Escaldes-Engordany.
Bien que le club ait été fondé en 1980, son enregistrement correspond au 28 janvier 1981 en tant que "Unió Esportiva Engordany Futbol Club" par Manuel Puerta Martín, Manuel Varela Valés et Josep Rodríguez Sánchez. Malgré son ancienneté, le club n'a été affilié à la Fédération andorrane de football qu'en 2001 et a admis jouer dans la  Deuxième division.
La première saison du club en  Première division s'est déroulée en  2003-04, dans laquelle il a obtenu la dernière place et le retour en deuxième catégorie .
Au cours de la saison 2006-2007, il a terminé troisième de la  Deuxième division, donc en principe, il ne devrait pas concourir pour une promotion. Cependant, étant donné que le deuxième classé était  FC Santa Coloma B, et étant une équipe subsidiaire ne pouvait pas être promu, l'UE Engordany avait le droit de le contester. Et il a très bien profité de l'occasion : il a remporté la clé face au FC Encamp, septième de la Première Division, sur un score cumulé de 5-4.
Cependant, la plus grande réussite du club a été d'atteindre la finale de la Constitució Cup 2016 et, par conséquent, d'aspirer à obtenir un accès sans précédent aux compétitions européennes. Après avoir éliminé des rivaux importants tels que le FC Lusitanos et l'Unió Esportiva Sant Julià, ils n'ont finalement pas pu vaincre l'Unió Esportiva Santa Coloma dans le match décisif. Cependant, grâce à son acte, le club a gagné le surnom de "Andorran Leicester", faisant allusion à la réussite d'une équipe modeste.
Depuis la saison  2014-15, le club est resté dans la catégorie la plus élevée du football andorran. En 2015, un accord de coopération a été signé avec l'académie Alwaysoccer de Barcelone. Dans la saison suivante, le capital français a été injecté. Et depuis la saison  2017-18, le club a subi une restructuration complète par un groupe d'investisseurs dont le visage visible est Christian Cellay, un joueur argentin avec une vaste carrière et qui s'étaient installés dans le pays.
L'Unió Esportiva Engordany avait une section basketball qui a remporté la Ligue nationale à quatre reprises et la Coupe LAB en 2012.

## Bilan sportif

### Palmarès
- Championnat d'Andorre (0)
  - Vice-champion :  2018
- Coupe d'Andorre (1)
  - Vainqueur : 2019
  - Finaliste : 2016
- Supercoupe d'Andorre (0)
  - Finaliste : 2019
- Championnat d'Andorre D2 (2)
  - Champion : 2003 et 2014

### Bilan européen
Note : dans les résultats ci-dessous, le score du club est toujours donné en premier
| Saison    | Compétition  | Tour              | Club                | Domicile | Extérieur | Total  |
| --------- | ------------ | ----------------- | ------------------- | -------- | --------- | ------ |
| 2018-2019 | Ligue Europa | Tour préliminaire | SS Folgore/Falciano | 2 - 1    | 1 - 1     | 3 - 2  |
| 2018-2019 | Ligue Europa | Premier tour Q    | Kaïrat Almaty       | 0 - 3    | 1 - 7     | 1 - 10 |
| 2019-2020 | Ligue Europa | Tour préliminaire | SP La Fiorita       | 2 - 1    | 1 - 0     | 3 - 1  |
| 2019-2020 | Ligue Europa | Premier tour Q    | Dinamo Tbilissi     | 0 - 1    | 0 - 6     | 0 - 7  |
| 2020-2021 | Ligue Europa | Tour préliminaire | Zeta Golubovci      | 1 - 3    | N/A       | 1 - 3  |

Légende
- Victoire ou qualification pour le tour suivant
- Match nul
- Défaite ou élimination de la compétition

## Logos du club

Engordany FC
Logo jusqu'en 2016
Logo actuel